# Marijke Djwalapersad
Marijke Indradebie Djwalapersad (28 december 1951) is een Surinaams politica.

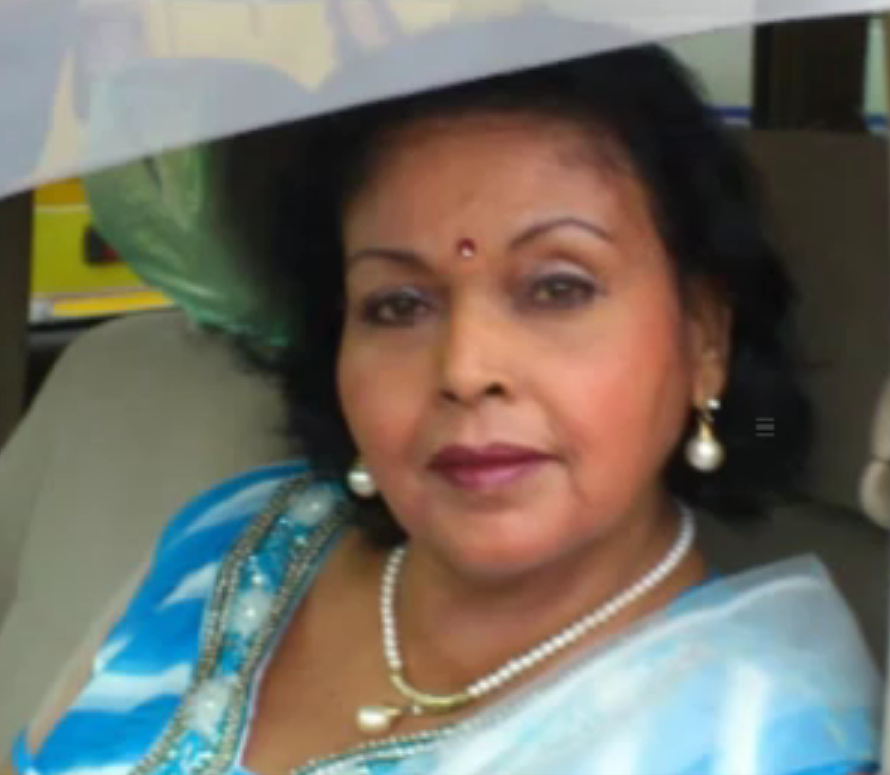
Djwalapersad in 2014

## Biografie
Djwalapersad stond tijdens de verkiezingen van 1991 voor De Nationale Assemblée (DNA) op een onverkiesbare plaats. Hoewel het Nieuw Front waar de Hindoestaanse VHP deel van uitmaakte het slecht deed in die verkiezingen kon Marijke Djwalapersad dankzij voorkeurstemmen toch DNA-lid worden.
In 1996 behoorde ze tot de dissidenten binnen de VHP die eerst binnen die partij onder de naam Beweging voor Demokratie-VHP (BVD-VHP) functioneerden en later de Basispartij voor Vernieuwing en Democratie (BVD) oprichtte waarvan Djwalapersad vicevoorzitter werd.
Bij de verkiezingen van 23 mei 1996 maakte de VHP wederom deel uit van het Nieuw Front waarvoor Djwalapersad werd herkozen in het district Wanica. Van de 9 VHP DNA-leden stapten er vijf op waaronder Djwalapersad. Deze vijf BVD'ers hielpen de Wijdenbosch-regering aan een meerderheid. Hiervoor kregen ze vier ministersposten en bovendien mochten ze de vicepresident leveren.
In juli 1996 werd de VHP'er Jagernath Lachmon herkozen als voorzitter van De Nationale Assemblée maar enkele maanden later trad hij af omdat hij zich niet kon vinden in de regering van Jules Wijdenbosch (NDP).
Op 10 oktober 1996 werd Marijke Djwalapersad met 27 van 44 stemmen gekozen als voorzitter. Zij was daarmee de eerste vrouw in de Surinaamse geschiedenis die voorzitter werd van het parlement.
Na het ontslag in 1997 van Mungra als minister van Financiën stichtte deze in 1998 een eigen partij (PPP) waar twee BVD-parlementariërs zich bij aansloten. In juli 1999 verliet ook Djwalapersad de BVD maar ze bleef wel voorzitter van de DNA. In datzelfde jaar richtte ze de partij Naya Kadam (Nieuwe Weg) op waarvan ze zelf voorzitter werd.
Voor deze nieuwe partij waren de verkiezingen van 2000 geen succes waarna Djwalapersad per 24 juli 2000 als DNA-voorzitter werd opgevolgd door Jagernath Lachmon die die functie hield tot zijn dood in 2001.
Eind 2003 werd de Unie van Progressieve Surinamers (UPS) gevormd uit HPP, Naya Kadam en een dissidente fractie van de BVD. Binnen de UPS werd Djwalapersad ondervoorzitter. Bij de verkiezingen in 2005 haalde de UPS/DOE combinatie 4,6% van de stemmen maar behaalde daarmee door het districten-stelsel geen enkele van de 51 zetels in De Nationale Assemblée.
In 2016 werd zij door het Surinaamse Platform Politiek Actieve Vrouwen onderscheiden met de Golden Gavel Award.